# روبر بوتینی
روبر بوتینی (فرانسوی: Robert Boutigny‎؛ زادهٔ ۲۴ ژوئیهٔ ۱۹۲۷) قایقران کانو اهل فرانسه است.